# Afromevesia politana
Afromevesia politana là một loài tò vò trong họ Ichneumonidae.